# Sota (Fluss)
Der Sota ist ein rechter Nebenfluss des Niger in Benin.

## Verlauf
Der Fluss entspringt im Norden Benins, im Departement Borgou an der Grenze zu Nigeria und ist einer von 4 größeren Flüssen die Benin in den Niger entwässern. Er fließt in nördliche Richtung und nimmt in seinem Verlauf die Flüsse Bouli, Tassiné und Irané auf. Der Sato mündet bei Malanville in den Niger. Auf den letzten Kilometern hat der Fluss seinen Verlauf häufig gewechselt und der genaue Weg ist durch die Vielzahl der Mäanderschleifen und Altarme schwer nachvollziehbar.

## Hydrometrie
Die Durchflussmenge des Flusses wurde am Pegel Couberi, etwa 30 km vor der Mündung in m³/s gemessen
- Diagrammdaten:
- Definition |
- Rohdaten |
- Hilfe